# ニュースアイ福岡
『ニュースアイ福岡』（ニュースアイふくおか）は、1999年10月4日から2005年3月31日までTVQ九州放送で放送されていたローカルニュース番組である。実際に使用していたタイトルロゴは、テレビ東京発の全国ニュース『TXNニュースアイ』と同じく「TXN NEWS EYE」であるが、TVQ公式サイトの番組表には「ニュースアイ福岡」と記されていた。
キャッチコピーは「経済と暮らしの総合ニュース」。

## 放送時間
いずれも日本標準時。
- 月曜 - 金曜 17:40 - 18:00（1999年10月4日 - 2003年3月）
- 月曜 - 金曜 17:25 - 17:45（2003年4月 - 2005年3月31日）

## 出演者
- 加治屋朋子
- 立花麻理 - 中継のみを担当。

ほか

## コーナー
- フォーカス・アイ
- 週末情報

ほか